# Bahnhof Kampen
Der Bahnhof Kampen ist ein Bahnhof in der Gemeinde Kampen. Er liegt am IJsselufer bei IJsselmuiden und ist ein Kopfbahnhof an der auch Kamperlijntje genannten Bahnstrecke Zwolle–Kampen. Die Strecke ist nicht elektrifiziert. Der Bahnhof hat zwar zwei Bahnsteiggleise, jedoch wird nur eines genutzt. Ursprünglich war der Bahnhof der Endbahnhof der Strecke Bahnstrecke Utrecht–Kampen. 
Das im Jugendstil gehaltene und durch seine drei Türme, davon zwei links und rechts des Eingangsportals, markant gestaltete Empfangsgebäude des Bahnhofs stammt aus dem Jahr 1911 und ist das zweite Gebäude des am 10. Mai 1865 eröffneten Bahnhofs. Das erste, bereits 1863 fertiggestellte Gebäude war ein von Nicolaas J. Kamperdijk (1815–1887) entworfener Typenbau der Erbauergesellschaft Nederlandsche Centraal-Spoorweg-Maatschappij (NCS).
Im Dezember 2012 wurde die Hanzelijn, eine  Bahnverbindung zwischen Zwolle und Lelystad, eröffnet. An dieser Strecke erhielt Kampen einen neuen Bahnhof, Kampen Zuid (Kampen Süd). Das Kamperlijntje sollte dann zur Straßenbahn umgebaut worden, aber auf dieses Vornehmen ist seither verzichtet worden, weil die Ausschreibung zweimal nicht erfolgreich war. Angestrebt wäre der Umbau der Strecke bis zum Ende des Jahres 2013, aber die Nederlandse Spoorwegen (NS), die staatliche Eisenbahngesellschaft der Niederlande, wird den Bahnhof voraussichtlich noch bis Dezember 2015 nutzen.
Der Bahnhof wird halbstündlich von den Zügen der NS von bzw. nach Zwolle bedient. Umsteigemöglichkeiten bestehen zu den von Connexxion bedienten Kampener Stadtbuslinien 11 und 12, der Bürgerbuslinie 506, sowie zu den Regionallinien 74, 141, 143, 682, 683 und 684.

## Streckenverbindungen
Im Jahresfahrplan 2022 verkehren folgende Linien am Bahnhof Kampen:
| Zugtyp            | Linienverlauf   | Frequenz                 |
| ----------------- | --------------- | ------------------------ |
| Sprinter (Keolis) | Zwolle – Kampen | halbstündlich (Blauwnet) |